# Jeffrey Hoffman
Jeffrey Hoffman (ur. 2 listopada 1944 w Brooklynie w Nowym Jorku) – amerykański astronauta, profesor Massachusetts Institute of Technology.

## Życiorys
W 1962 ukończył szkołę w Scarsdale w stanie Nowy Jork, a w 1966 studia astronomiczne Amherst College, w 1971 uzyskał stopień doktora na Uniwersytecie Harvarda, a w 1988 dyplom na Rice University. Pracował m.in. na Leicester University, a 1975-1978 w Centrum Badań Kosmicznych w Massachusetts Institute of Technology, zajmował się astrofizyką, zwłaszcza kosmicznym promieniowaniem gamma.

## Kariera astronauty
16 stycznia 1978 został wybrany przez NASA jako kandydat na astronautę, a w sierpniu 1979 zakwalifikowany jako astronauta. przeszedł szkolenie na specjalistę misji, pracował w laboratorium symulacji lotów w Downey w Kalifornii. Podczas misji STS-5 był w rezerwowej załodze. 
Swój pierwszy lot kosmiczny odbywał od 12 do 19 kwietnia 1985 w ramach misji STS-51-D trwającej 6 dni, 23 godziny i 55 minut. Jego drugą misją była STS-35 od 2 do 11 grudnia 1990, trwająca 8 dni, 23 godziny i 5 minut. Od 31 lipca do 8 sierpnia 1992 brał udział w misji STS-46, trwającej 7 dni, 23 godziny i 15 minut. Od 2 do 13 grudnia 1993 był specjalistą misji STS-61, trwającej 10 dni, 19 godzin i 58 minut. Ostatnią jego misją była STS-75 od 22 lutego do 9 marca 1996, trwająca 15 dni, 17 godzin i 40 minut.
Łącznie spędził w kosmosie 50 dni, 11 godzin i 53 minuty. W lipcu 1997 opuścił program astronautyczny.